# Gunar Letzbor
Gunar Letzbor né en 1961 à Hallstatt, est un violoniste baroque autrichien, chef de l'ensemble Ars Antiqua Austria.

## Biographie
Gunar Letzbor, fils d'une pianiste de concert, commence le violon à l'age de six ans, après la visite d'un gymnase musical il étudie la composition, la direction et le violon moderne au conservatoire de Linz, puis au Mozarteum de Salzbourg, ou il rencontre Nikolaus Harnoncourt, professeur de musique ancienne à cette institution, il est diplômé en 1985. Déjà avant l'obtention du diplôme, il avait commence à s'orienter vers le violon baroque avec Reinhard Goebel à Cologne.
Le contact Reinhard Goebel le pousse à se concentrer intégralement au violon baroque et l'interprétation historiquement informée. Il collabore avec Musica Antiqua Köln, le Clemencic Consort, Armonico Tributo de Bâle et la Wiener Akademie, dans laquelle il est premier violon solo durant 12 ans, avant de fonder en 1995, l'ensemble Ars Antiqua Austria, avec qui il laisse de plus de 60 enregistrements faisant date, tels que les Sonates du Rosaire (1678) d'Heinrich Biber ou les Sonates pour violon, op. 4 (1678) de Viviani qui a reçu un prix au MIDEM classique de Cannes. Il a également enregistré Schmelzer, Vejvanovský, Muffat, Weichlein, Aufschnaiter, Mozart, Caldara, Lonati et Bononcini. Pour violon seul, il a gravé des œuvres Vilsmayr, Pandolfi Mealli et les Partitas pour violon seul (1696) de Johann Paul von Westhoff.
Gunar Letzbor était professeur de violon baroque à l'université de musique de Vienne et Lübeck et l’auteur d'une méthode : Violinist - Violin - Play the violin, publié par Helbing-Verlag.

## Littérature
- (de) Betrachtungen vom Podium herab, Letzbor, Gunar, 2019, Verlag Christoph Dohr, Cologne,  (ISBN 9783868461558)

## Discographie
- Biber, Sonatae violono solo 1681 - Ars Antiqua Austria, dir. Gunar Letzbor (1994, 2CD Synphonia 94D28) (OCLC 34823204), (Fiche sur medieval.org)
- Biber, un carnaval à Kremsier — Ars Antiqua Austria, dir. Gunar Letzbor (octobre 1995 Symphonia SY 95143 / Pan Classics) (OCLC 884554432 et 904774575)
- Biber, Sonates du Rosaire – Ars Antiqua Austria : Lorenz Duftschmid, basse de viole ; Wolfgang Zerer, orgue ; Wolfgang Glüxam, clavecin ; Axel Wolf, luth et archiluth ; Michael Oman, viole de gambe ; Uli Fussenegger, contrebasse ; dir. Gunar Letzbor et violon baroque (22-30 septembre 1996, 2CD Arcana A 901/ A 401) (OCLC 904774404)
- Bononcini, Cantate in soprano [1708] - Radu Marian ; Ars Antiqua Austria, dir. Gunar Letzbor (10-14 juillet 2002, Arcana A 335)
- Aufschnaiter, Dulcis Fidium Harmonia op. 4 [1703] - Chœur de garçons de Saint-Florian, Ars Antiqua Austria, dir. Gunar Letzbor (10-14 juillet 2002, Arcana A 313)[4] (OCLC 871964761)
- Bertali, Prothimia suavissima - Gunar Letzbor (2005, Arcana)
- Weichlein, Encaenia Musices [1695] vol. 1 et 2 - Gunar Letzbor (1995, 2CD Symphonia)
- Viviani, Capricci armonici : Da chiesa e da camera a violino solo ; opera quarta - Ars Antiqua Austria, dir. Gunar Letzbor et violon ; Andreas Lackner, trompette ; Wolfgang Zerer, clavecin et orgue ; Roberto Sensi, violone da gamba ; Luciano Contini, archiluth ; Katalin Sebella, basson (2000, Arcana)[5],[6] (OCLC 407095983)
- Biber & Schmelzer, Balletti - Michael Oman, flûte à bec ; Ars Antiqua Austria, dir. Gunar Letzbor (2003, SACD Chesky) (OCLC 53471454)
- Vilsmayr, Artificiosus Concentus pro Camera - Gunar Letzbor, violon (2003, Westdeutscher Rundfunk Kõln/Arcana A 328)
- Westhoff, Sei partite a violino senza basso accompagnato - Gunar Letzbor, violon Sebastian Klotz (18-21 février 2009, Arcana) (OCLC 611921981)
- Karl Kohaut, le luthiste de Haydn : Divertimento Primo, Concerto pour contrebasse, Concerto en si-bémol majeur pour luth, Symphonie en fa mineur - Hubert Hoffman, luth ; Jan Krigovsky, contrebasse viennoise ; Ars Antiqua Austria, dir. Gunar Letzbor (26-29 mars 2008, Challenge Classics CC 72323)[7] (OCLC 527982033)
- Bertali, Prothimia suavissima parte seconda [1672] - Ars Antiqua Austria, dir. Gunar Letzbor (Arcana A340)[8] (OCLC 560629353)
- Aumann, Requiem. Ecce quomodo. Tenebrae. Te Deum - Ars Antiqua Austria, dir. Gunar Letzbor (2011, Pan Classics)
- Gregor Werner, Pro Adventu - Ars Antiqua Austria, dir. Gunar Letzbor (2012, Challenge Classics CC72513)
- Biber, Fidicinium sacroprofanum - Ars Antiqua Austria, dir. Letzbor (11-14 mars 2013, SACD Challenge) (OCLC 870189161)
- Habsburg music : tu felix Austria : Heinrich Ignaz Franz Biber, Joseph Balthasar Hochreither, Georg Muffat, Johann Joseph Fux, Romanus Weichlein, Franz Joseph Aumann -  Ars Antiqua Austria, dir. Gunar Letzbor ; St. Florianer Sängerknaben, dir. Franz Farnberger (1994, 1995, 1998, 2008, 2011, 2012, 2013, Pan Classics) (OCLC 931680958)
- Ex Vienna - Anonymus Habsburg Violin Music - Ars Antiqua Austria, dir. Gunar Letzbor (23-26 janvier 2014, Pan Classics) (OCLC 907935837) Œuvres tirées du manuscrit XIV 726 du Minoritenkonvent de Vienne.
- Biber, Missa Alleluja ; Nisi dominus - Josef Pascal Auer, Simon Paul Bernhard et Daniel Mandl, sopranos ; Markus Forster et Alois Mühlbacher, altos ; Markus Miesenberger et Bernd Lambauer, ténors ; Gerhard Kenda et Ulfried Staber, basses ; Ars Antiqua Austria, dir. Gunar Letzbor (25-26 août 2014, 14-15 février 2015, Accent) (OCLC 974982124)
- Vilsmayr Memnon sacer ab oriente, vêpres op. 5 (1709) - Ars Antiqua Austria, dir. Gunar Letzbor (2015, Pan Classics PC 10349)[9]
- Vivaldi, Quatre saisons ; František Jiránek, Concerto pour violon en ré mineur - Ars Antiqua Austria, dir. Gunar Letzbor (21-24 avril 2016, SACD Challenge Classics) (OCLC 961162084)
- Lonati, Sonate da camera (1701) (nos 1, 2, 3, 6, extrait des XII sonates) - Ars Antiqua Austria, dir. Gunar Letzbor (7-10 mars 2016, Pan Classics PC 10363)
- Rupert Ignaz Mayr, Antiphone, Sacri Concentus (1681), Ars Antiqua Austria, dir. Gunar Letzbor (Challenge Classics – CC72828)

## Articles contextuels
- Sebastian Klotz